# Bilino Polje
Bilino Polje es un estadio de fútbol localizado en la ciudad de Zenica, en Bosnia y Herzegovina, con capacidad para 15 600 espectadores, donde juega sus encuentros como local el NK Čelik Zenica, de la Premijer Liga. Es también uno de los dos estadios utilizados por el equipo nacional de fútbol de Bosnia y Herzegovina. También es utilizado en ocasiones para partidos de rugby de la selección nacional bosnia. Tras la remodelación que fue efectuada en 2012, el estadio es de tercera categoría según la normativa UEFA y puede albergar partidos internacionales.

## Historia
El estadio fue finalizado e inaugurado en 1972, cuando Bosnia-Herzegovina formaba parte de la República Federal Socialista de Yugoslavia. Tras la independencia del país, fue el escenario del primer partido oficial de la selección de fútbol de Bosnia y Herzegovina, un amistoso jugado contra Albania en 1995 que finalizó con empate 0-0. 

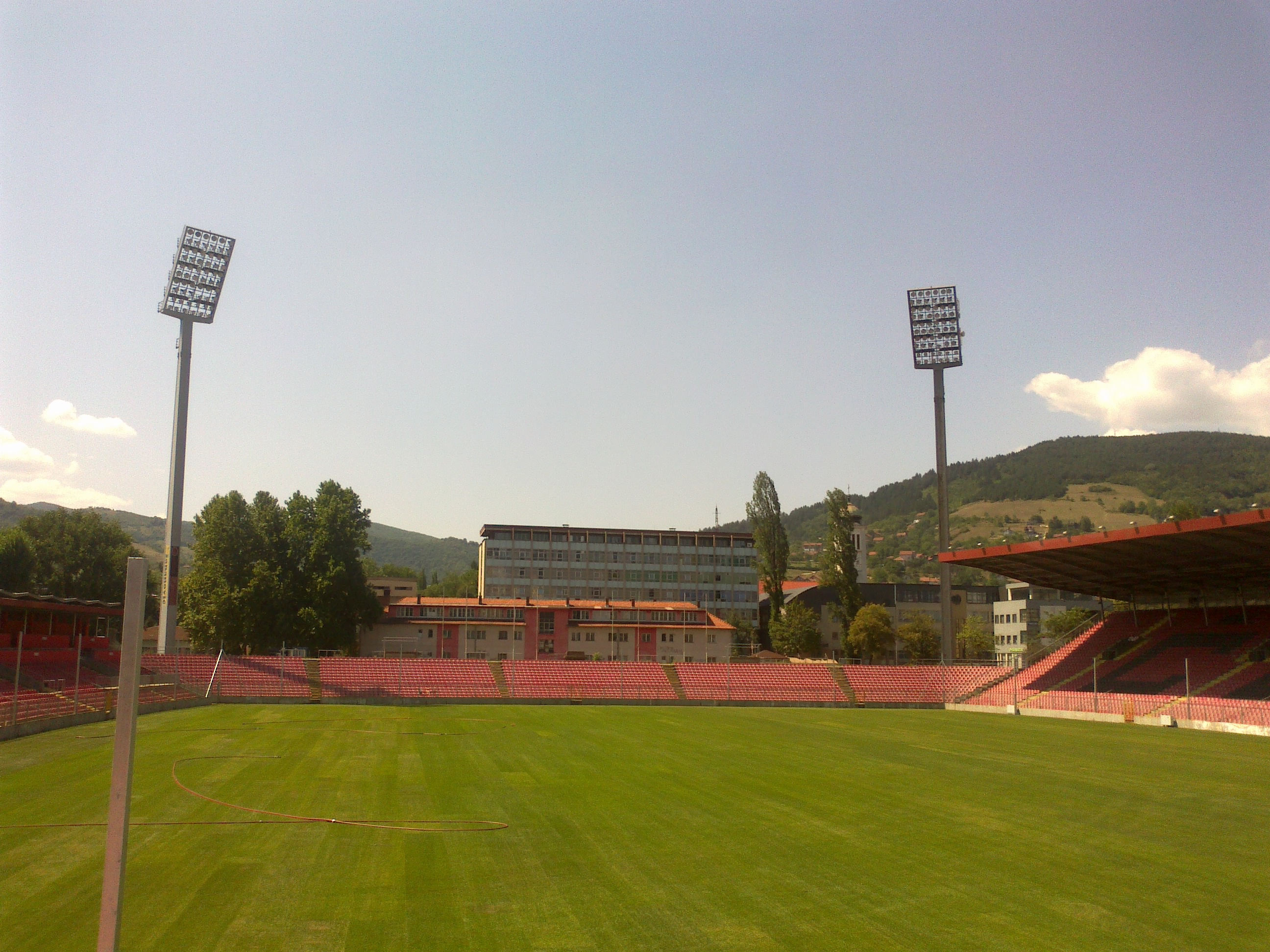
Vista general del estadio.

La selección nacional suele obtener buenos resultados en Bilino Polje, donde el público puede estar muy cerca de los jugadores debido a la proximidad de las gradas con el césped. El otro estadio donde juega la selección bosnia, el Estadio Koševo, tiene pista de atletismo, lo que hace que el público esté más lejos de los futbolistas. La selección de Bosnia y Herzegovina se mantuvo invicta en Zenica desde 1995 hasta octubre de 2006, en los 15 encuentros jugados allí.
El 18 de noviembre de 2009, la selección bosnia se jugó en Bilino la clasificación para la Copa Mundial de Fútbol de 2010 en una eliminatoria de repesca ante Portugal, tras haber perdido 1-0 en el partido de ida. La selección portuguesa se impuso por 0-1 en el estadio de Zenica, y dejó a Bosnia fuera de su primer Campeonato Mundial.
El equipo que actúa como local en Bilino Polje, el NK Čelik Zenica, fue fundado en 1945, y hasta la construcción del estadio jugaba sus encuentros como local en Blatuša. Se tomó la decisión de construir un estadio más grande cuando el club comenzó a competir en la Primera Liga de Yugoslavia. 
Bilino Polje fue construido en un período de 6-8 meses, y estuvo listo para acoger los encuentros del NK Čelik de la Copa Mitropa de 1971. El equipo consiguió ese año quedar campeón de la competición, al imponerse an la final al A.C. Fiorentina, y repetiría triunfo el año siguiente. Unos años después de su construcción, el estadio recibió un premio al ser considerado "el estadio más bonito de Yugoslavia".
Tras la mejora del terreno de juego, la instalación del sistema de calefacción, de audio y los nuevos banquillos, el estadio pasó a ser de 3ª categoría por la normativa UEFA y será de cuarta categoría si la ciudad de Zenica expande a 105x68 metros las dimensiones del terreno de juego. Las obras de remodelación finalizaron el 1 de septiembre de 2012 y diez días más tarde, la selección de Bosnia y Herzegovina disputó en Bilino Polje su segundo partido de clasificación para la Copa del Mundo 2014 ante Letonia (3-1).

## Datos
- Récord de asistencia: 35 000 espectadores en la final de la Copa Mitropa, contra la Fiorentina en 1972.
- Dirección: Bulevar Kulina Bana bb, 72 000 Zenica, Bosnia-Herzegovina.

## Imágenes

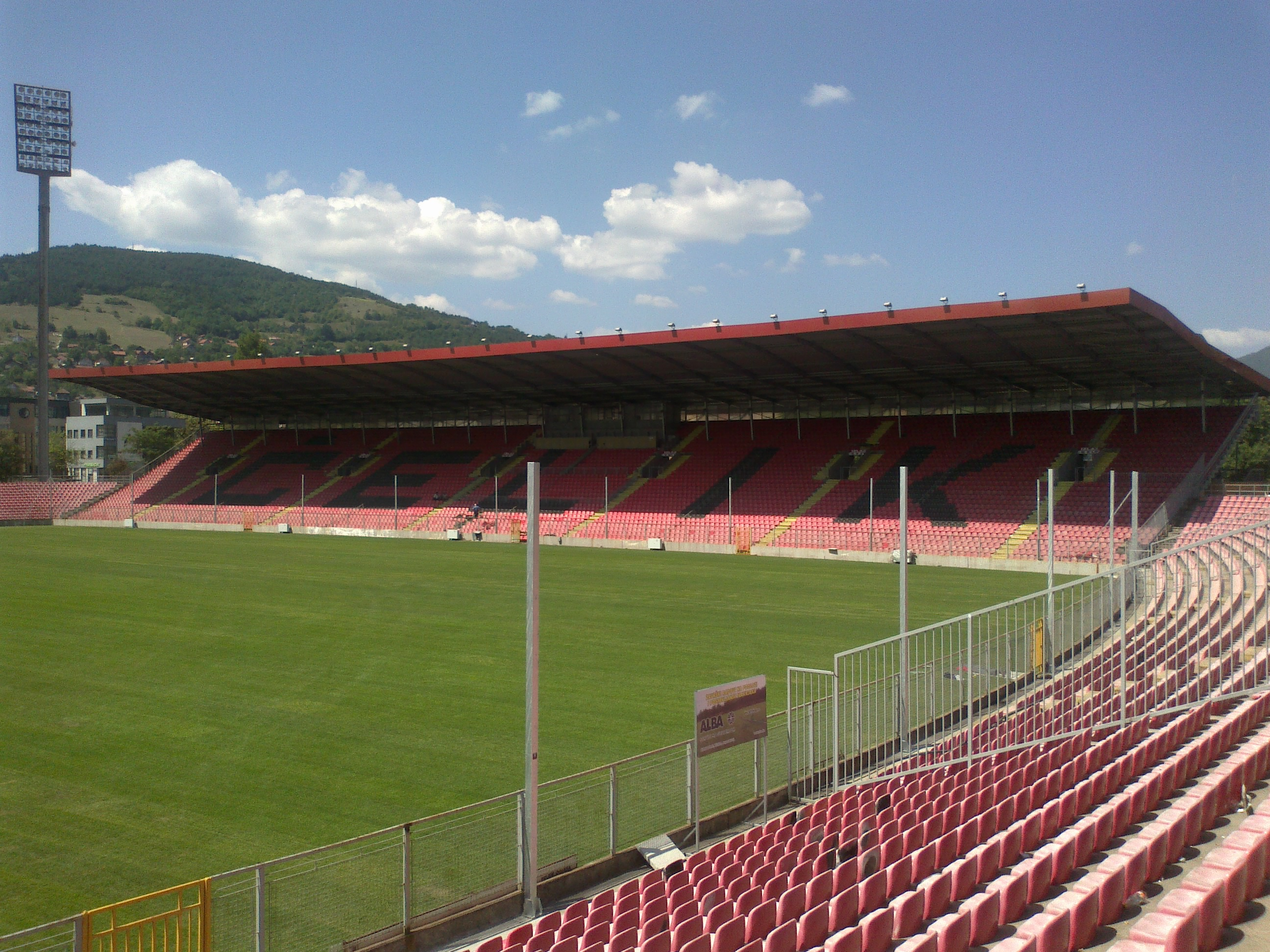
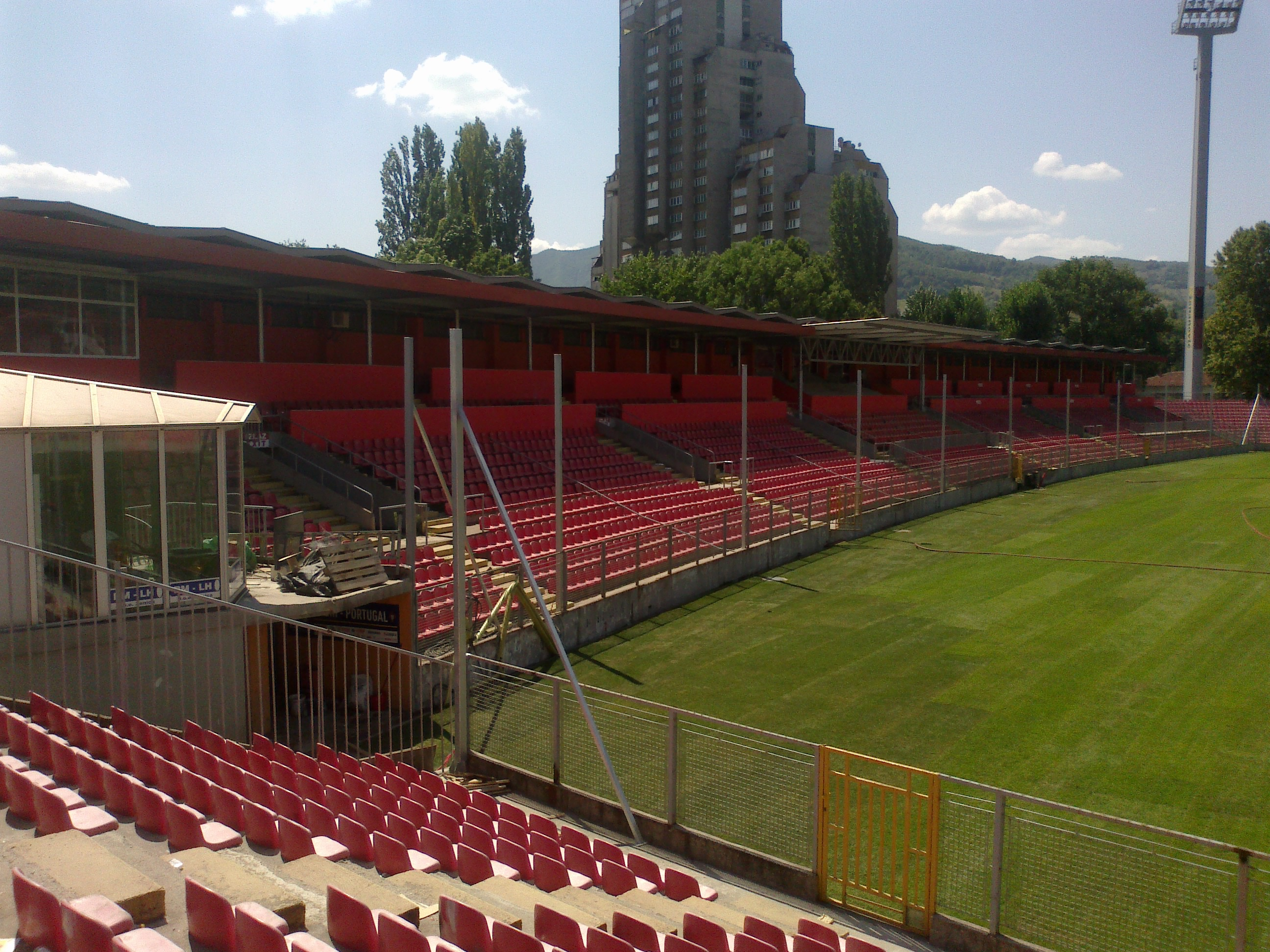
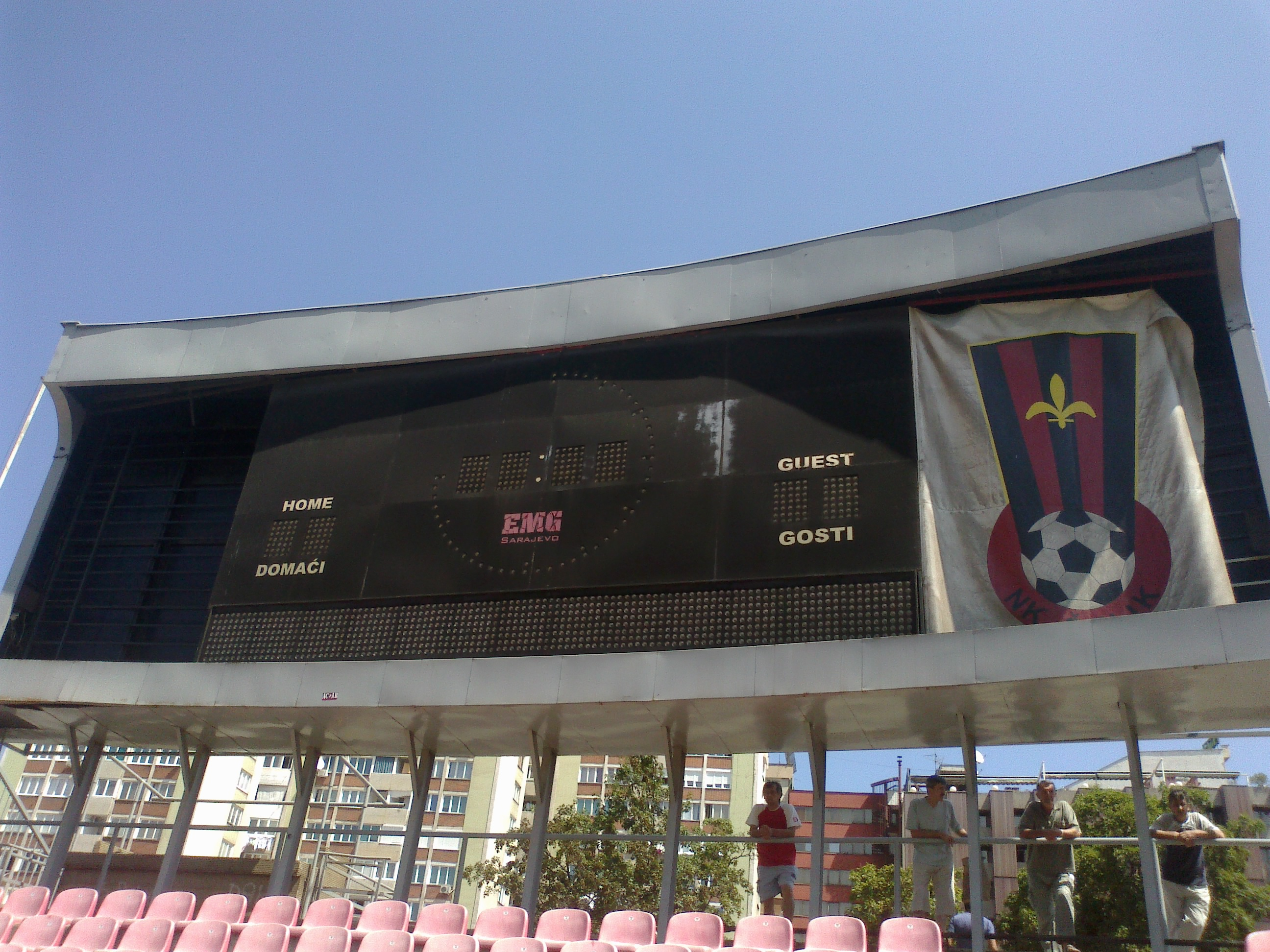
Marcador electrónico.